# Pulluvan vina

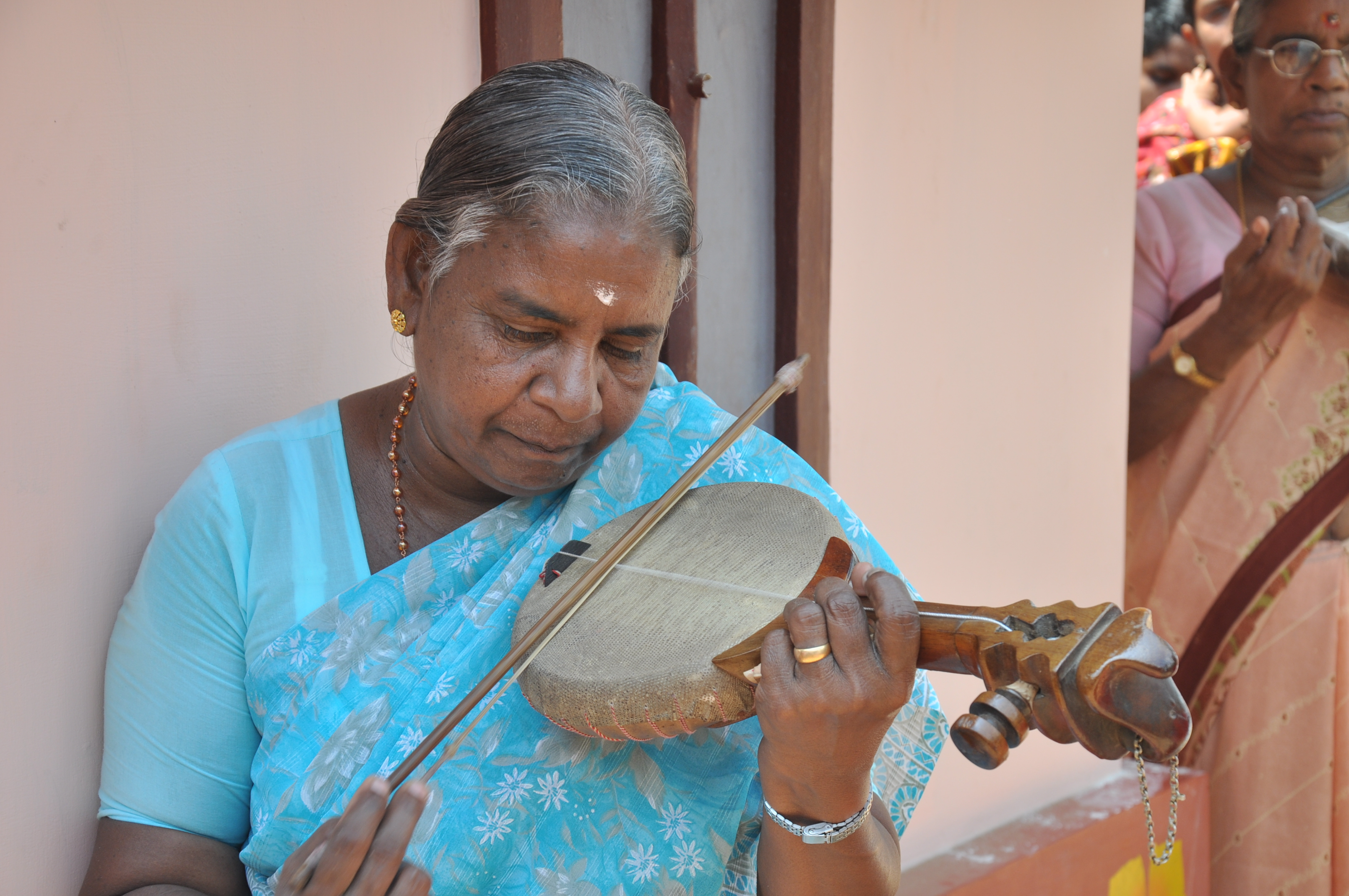
Eine Frau spielt pulluvan vina im Veerabhadra-Swami-Tempel in Ashtamudi, Kollam-Distrikt.

Pulluvan vina, pulluvān vīṇā, auch vinakkunju, veenakkunju, naga-vina, ist eine einsaitige Streichlaute mit einem kreisrunden Korpus, die von den Pulluvan, einer niedrigstehenden Kaste von Wandermusikern im südindischen Bundesstaat Kerala zur Begleitung ritueller Lieder gespielt wird. Die Pulluvan werden in ländlichen Regionen vor allem als Spezialisten eines Schlangenkults (Malayalam nagakalam oder pambin tullal) zur Verehrung der Schlangengottheit Naga geschätzt. Während des in einem Privathaus oder auf dem Gelände eines Tempels stattfindenden Rituals, bei dem die Musik ein unverzichtbarer Bestandteil ist, geraten zwei junge Frauen in einen Zustand der Besessenheit. Die männlichen Musiker (Pulluvan) wiederholen die Melodie ihres Ritualgesangs mit der pulluvan vina, während die Frauen (Pulluvati) sich meist mit der einsaitigen Zupftrommel pulluvan kudam begleiten.

## Herkunft und Verbreitung

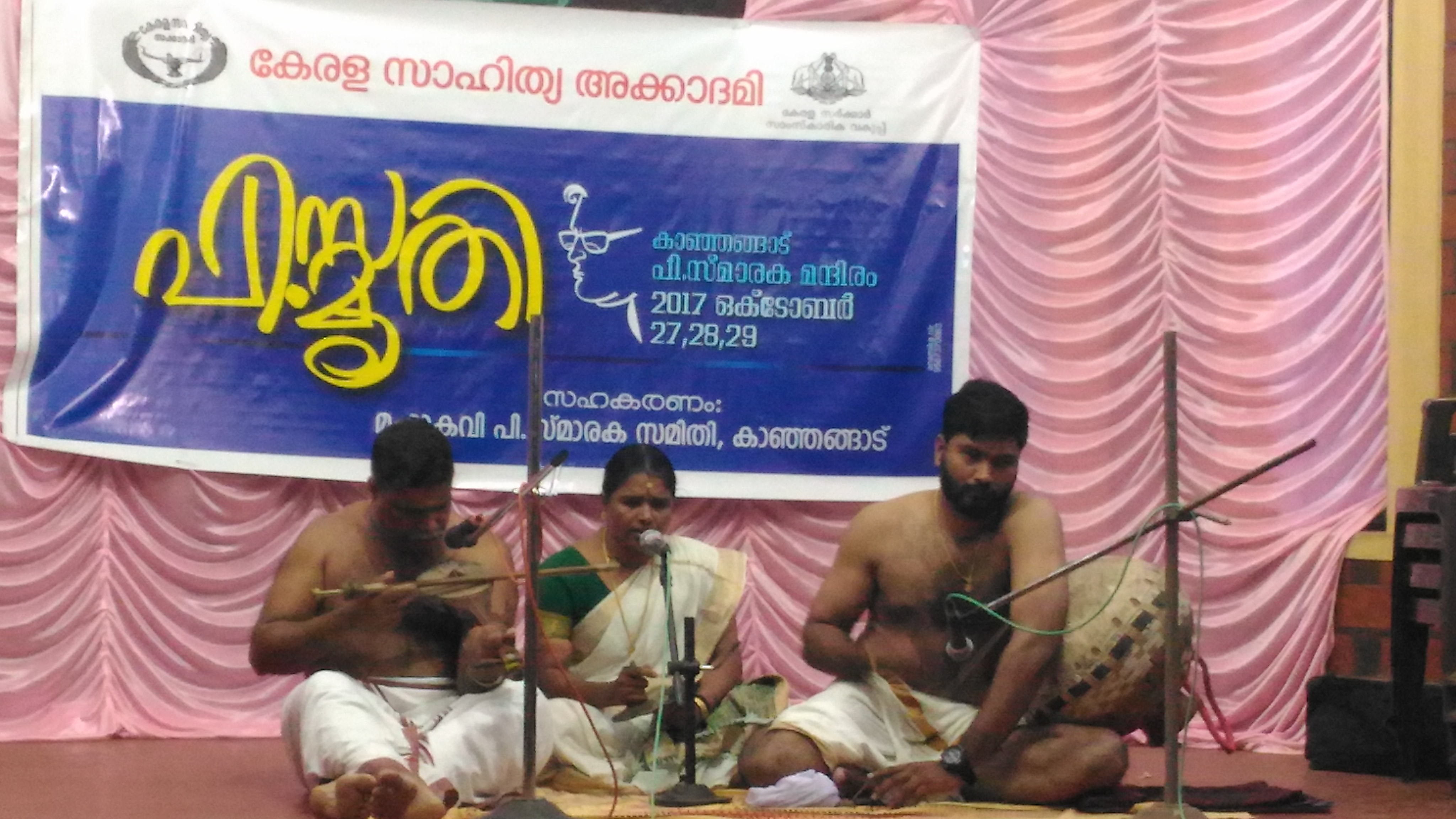
Ein pulluvan pattu-Ensemble mit pulluvan vina, elathalam und pulluvan kudam im P. Smaraka Mandiram in Kanhangad, Distrikt Kasaragod, dem Hausmuseum des Dichters P. Kunhiraman Nair (1905–1978).

Der Name vina ist erstmals im Yajurveda um 1000 v. Chr. belegt und bezeichnet in altindischen Sanskrit-Schriften im Verlauf der Zeit Saiteninstrumente unterschiedlicher Typen: Im 1. Jahrtausend v. Chr. waren mit vina Bogenharfen gemeint, auf den Reliefs buddhistischer Stupas aus dem 2./1. Jahrhundert v. Chr. sind Lauten mit einem schlanken birnenförmigen Korpus, einem langen Hals und drei bis fünf Saiten erkennbar und auf Reliefs aus dem 1. und 2. Jahrhundert in der Region Gandhara sind Lauten mit einem kurzen Hals und zwei bis drei Saiten abgebildet. Zumindest der Ausdruck kacchapi vina (eine vina mit einem Korpus aus einer „Schildkröte“, vgl. hasapi) dürfte für ein altindisches Lauteninstrument gestanden haben. Ab dem Ende des 1. Jahrtausends ersetzten vina genannte Stabzithern die nun verschwundenen Bogenharfen.
Die pulluvan vina hat außer dem Namen keinen direkten Bezug zu altindischen Saiteninstrumenten. Auch andere der in zahlreichen unterschiedlichen Formen in Indien vorkommenden Lauten beziehen sich ihrem Namen nach, unabhängig von der Herkunft ihrer Form, auf Bezeichnungen der altindischen Literatur, etwa die in Rajasthan von Straßenmusikern gespielte Spießlaute ravanahattha, das wohl älteste indische Streichinstrument. Wesentlich jünger ist die südindische Langhalslaute gottuvadyam, die ihre Bauform erst im 19. Jahrhundert erhalten hat, aber, um sie mit altindischen Instrumenten in eine Entwicklungslinie zu setzen, den Zweitnamen chitravina erhalten hat. Viele indische Saiteninstrumente gehen, auch wenn sie einen aus dem Sanskrit überlieferten Namen tragen, in ihrer Form auf arabisch-persische Instrumente zurück, die mit der islamischen Eroberung aus dem Mittleren Osten und Zentralasien nach Südasien gelangten, und lassen sich auf Entwicklungen seit der Mogulzeit (ab dem 16. Jahrhundert) zurückführen. So wurde etwa um 1800 in Nordindien aus der persischen rabāb die Langhalslaute mit einem runden Korpus sursingar (von Sanskrit swara, „Note, Melodie“, und sringara, „Ornament, Romanze“) entwickelt und die in den 1860er Jahren aus der afghanischen Zupflaute Kabuli rubāb entstandene sarod wurde auch sanskritisiert sharadiya vina („herbstliche vina“) genannt.
In der indischen Volksmusik verwendete, mit dem Bogen gestrichene Schalenhalslauten, deren Korpus wie bei der pulluvan vina aus einem ausgehöhlten Holzstück und einer Hautdecke besteht, sind in Nordindien die sarinda und ihre regionalen Abkömmlinge, die kamaica in Rajasthan, die meist einsaitige banam in Jharkhand und die dreisaitige bana in Madhya Pradesh. Zu den in Südasien weit verbreiteten einfachen Spießgeigen mit einem schalenförmigen Korpus gehören die urni in der Tiefebene im Süden Nepals und die pena in Nordostindien. B. C. Deva (1977) schätzt, dass mindestens 50 Streichinstrumente in der regionalen Volksmusik und in der Musik der Adivasi vorkommen. Über deren Alter sind höchstens vage Aussagen zu machen.
Wandernde Musiker und Schauspieler gehörten in altindischer Zeit zur untersten Klasse der Bevölkerung, wie es dem zwischen dem 2. Jahrhundert v. Chr. und dem 2. Jahrhundert n. Chr. entstandenen Werk Manusmriti zu entnehmen ist. Im Arthashastra, dem um dieselbe Zeit entstandenen Lehrbuch der Staatstheorie, gelten die Wandermusiker wie das übrige fahrende Volk als leichtlebige Faulenzer und Trinker, die aber immerhin die Stadtbewohner abwechslungsreich unterhalten und bei Bedarf als Spione brauchbar sind und als solche geschätzt werden. Die gesellschaftliche Stellung von Wandermusikern ist bis heute durch das Kastensystem festgelegt. Trotz ihres niedrigen Sozialstatus erfüllen sie als Experten für gewisse religiöse und gesellschaftliche Rituale eine wesentliche Funktion.

## Bauform

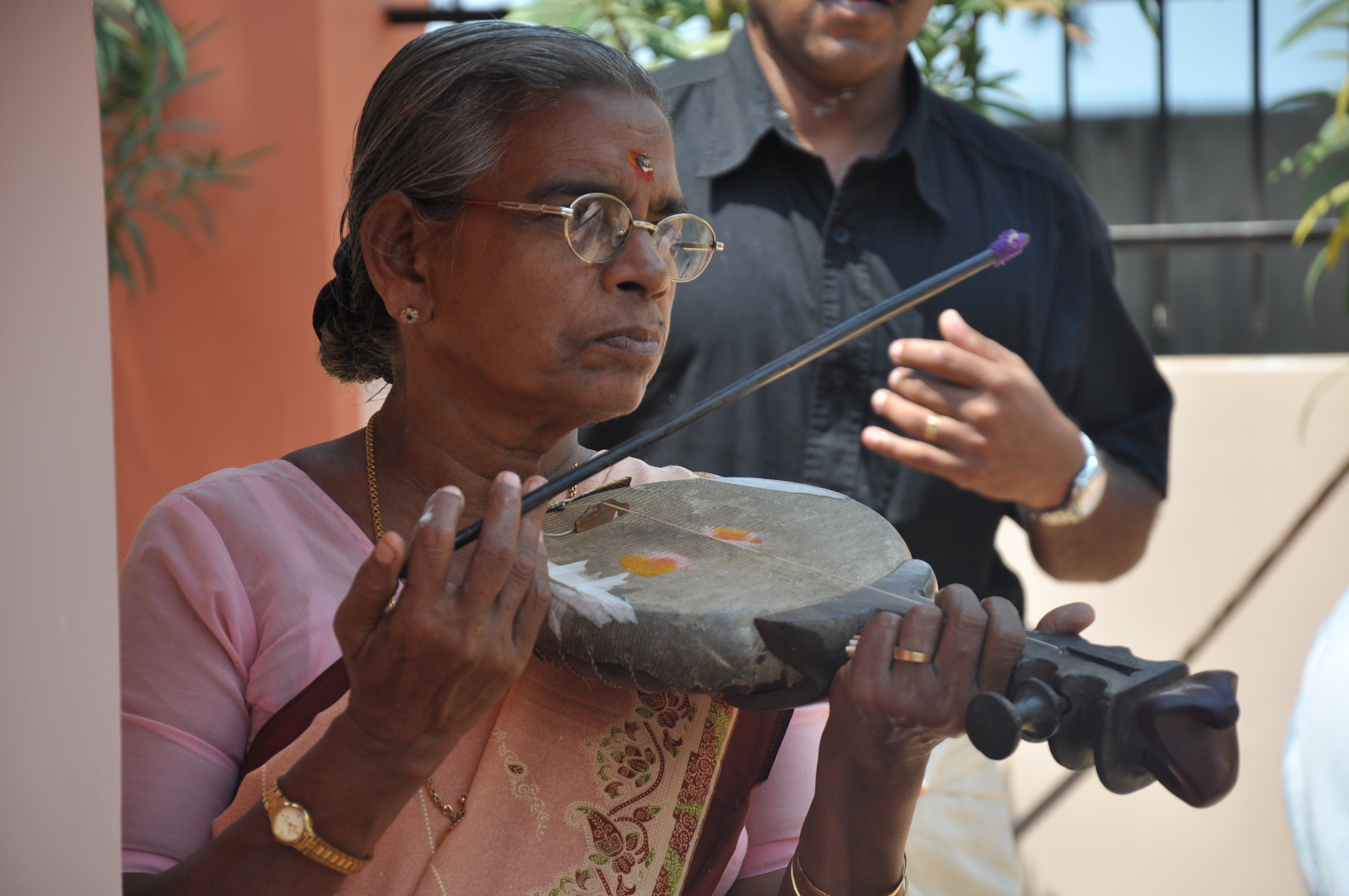
Pulluvan vina, gespielt im Veerabhadra-Swami-Tempel in Ashtamudi.

Der Korpus der pulluvan vina ist kreisrund mit einem flachen Boden und wird aus einem Holzstück angefertigt. Üblicherweise verwendet man hierfür (und für andere Musikinstrumente) das schnell wachsende und leichte, aber feste Holz von Gmelina arborea, das auf Malayalam kumilu heißt. Als Decke dient die Haut eines Warans (udumbu), die mit etwa im Abstand von zwei Zentimetern am Rand der Haut durchgezogenen und unter dem Boden zusammengeführten Schnüren gespannt wird. Am Korpus ist ein kurzer schmaler Hals aus Jackfruchtbaumholz angeleimt. Der an der Unterseite halbrunde und an der Oberseite flache Hals verbreitert sich am Korpusansatz zu einer Mondsichel, was eine stabile Befestigung erlaubt, und endet in einem kunstvoll geschnitzten Wirbelkasten. Den Abschluss des in drei gedrechselte Grate gegliederten Wirbelkastens bildet ein S-förmig geschwungenes Schmuckmotiv, das einen Naga-Kopf darstellen soll. Die Saite verläuft von ihrem Befestigungspunkt am unteren Rand des Korpus über einen dicht am Rand auf der Hautdecke aufgesetzten flachen Steg bis zu einem seitenständigen Holzwirbel. Früher bestand die Saite aus Pflanzenfaser, heute wird Nylon, Baumwolle oder Metall verwendet.
Der Streichbogen (vina kolu) ist ein Rundstab aus dem Holz der Betelnusspalme mit einem lose befestigten Bündel Pferdehaare. Beim Spielen drückt der Musiker die Haare mit einem Finger etwas seitwärts, um sie zu spannen.
Eine in einem vergleichbaren kulturellen Kontext in Kerala eingesetzte Zupflaute mit zwei Saiten ist die nanduni, die einen zweiteiligen länglichen Korpus besitzt. Niedrige Kasten spielen sie in nanduni pattu genannten Liedern zur Begleitung von Tempelritualen unter anderem für die Göttin Bhadrakali.

## Spielweise und kulturelle Bedeutung

### Pulluvan und Schlangenkulte

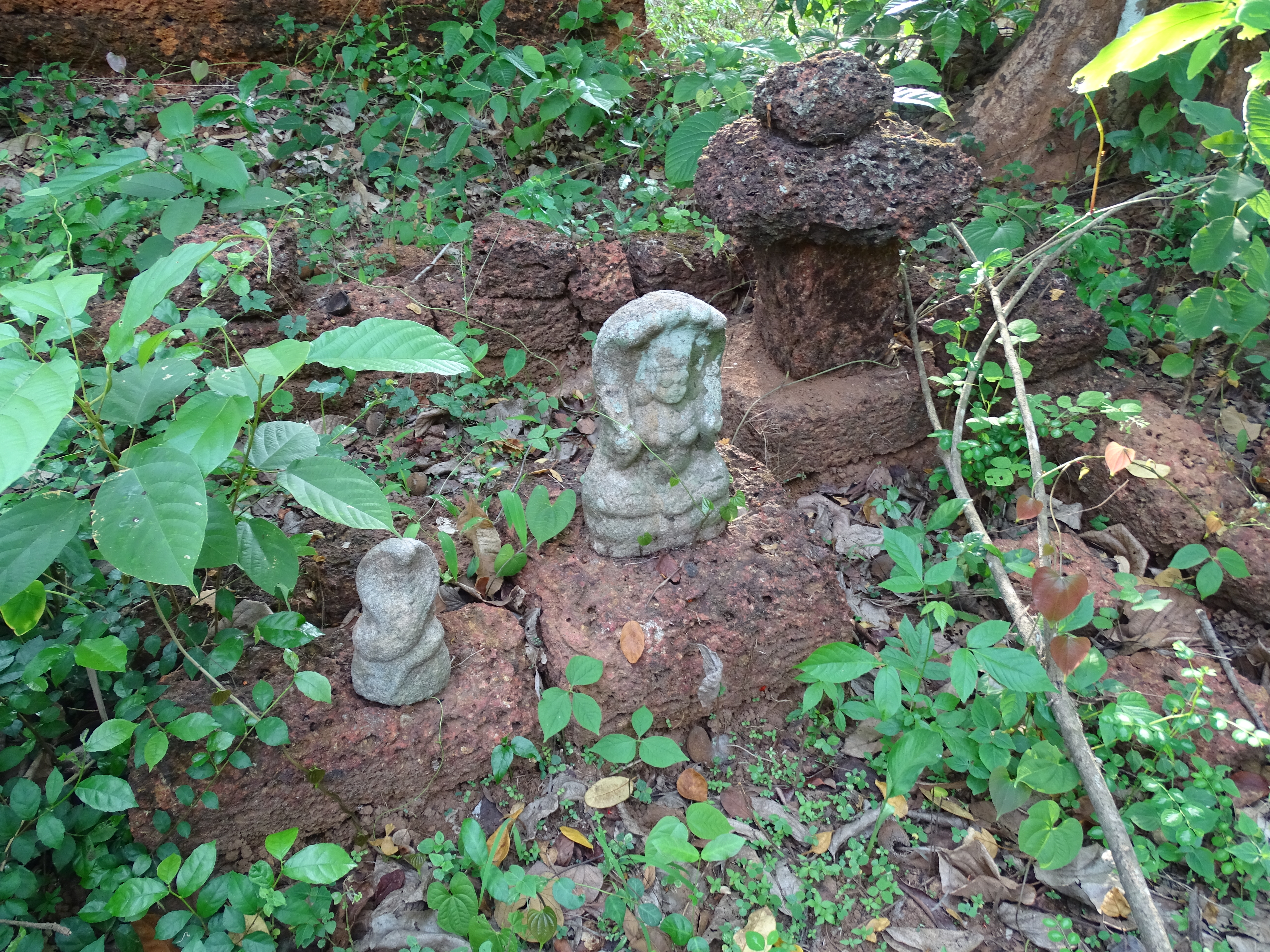
Schlangensteine (nagakal) in einem heiligen Schlangenwäldchen (sarppakavu) in Kunnamkulam, Distrikt Thrissur.

Die Pulluvan sind eine Gruppe von wandernden Musikern und Sängern, die zu den Scheduled Castes, der untersten Stufe des indischen Kastensystems, gezählt werden und früher zu den „Unberührbaren“ gehörten. Sie leben über Kerala verstreut meist am Rand von Dörfern. Bekannt sind sie für den von Musik begleiteten Schlangenkult nagakalam, den sie im Auftrag höherkastiger Gruppen wie der Nayar, nicht jedoch für Brahmanen, durchführen. Die Nayar beauftragen das Ritual, um einen drohenden Fluch (naga dosham) der Nagas abzuwenden oder um ein durch deren magische Kräfte bereits aufgetretenes Übel zu heilen. Hierzu zählen sie etwa Kinderlosigkeit, den Tod eines Kindes, das Fehlen eines geeigneten Heiratspartners und Arbeitslosigkeit. In Indien ist es üblich, dass niedrige Kasten rituelle Dienstleistungen, auf die sie spezialisiert sind, für Angehörige höherer Kasten anbieten. Ungewöhnlich für Musiker-Gemeinschaften ist hingegen, dass Pulluvan-Männer und ihre Frauen, die Pulluvati, zusammen oder unabhängig in Tempeln und anderswo Rituale durchführen. Die Lieder der Pulluvan gehören in die Kategorie der pattu (Malayalam „singen“), worunter Ritualgesang und das solistische Spiel melodiefähiger Instrumente verstanden wird (Doppelrohrblattinstrument kuzhal oder Naturtrompete kombu). Die andere Ritualmusikkategorie heißt kutuka („trommeln“, mit den Trommeln chenda, idakka, maddale und timila).
Schlangenkulte (nagaradhana) sind in Indien und in den von Indien beeinflussten Kulturen Südostasiens weit verbreitet. In Indien kommt die Verehrung der teilweise als Gottheiten oder als Geister (Bhutas) gedachten Nagas vor allem in Kerala, Rajasthan und im äußersten Nordosten vor. Im Norden steht der Schlangenkönig Nagaraja im Mittelpunkt, in Kerala werden die Schlangen als Gesamtheit verehrt. Neben nagakalam gibt es in Kerala weitere Schlangenkulte, etwa sarpabali. Das Anfertigen eines Bodenbildes für Nagas oder andere Gottheiten wird allgemein als kalamezhuthu bezeichnet.
Der Lebensraum der Schlangengottheiten ist die Unterwelt (patala), wo auch der Schlangenkönig Vasuki lebt. In Südindien hängen die Schlangen- und Geisterkulte eng mit der Verehrung von Bäumen in heiligen Wäldchen (kavu) nahe Tempeln zusammen. Religiöse Rituale werden in Kerala unterschieden in solche, die von Tempelpriestern an großen Tempeln durchgeführt werden (kshetram-Ritual) und in die gänzlich andere Art der Verehrung (Puja) an den Dorf- oder Hausschreinen in den heiligen Wäldchen (kavu-Ritual), die mit Tieropfern und der Besessenheit eines Mediums einhergeht. Nayar-Familien, die das Ritual durchführen lassen, besitzen ein als Ort der Schlangen (nagaloka) definiertes heiliges Wäldchen (sarppakavu). Pulluvan führen mit Musik und Tanz in einem Nayar-Haus das kavu-Besessenheitsritual nagakalam („Schlangen-Bild“) auf, zu welchem das pambin kalam („Schlangen-Bild“) und der Besessenheitstanz pambin tullal (pambu thullal, „Zittern der Schlange“) oder sarppam tullal (sarpamthulal, „Tanz der Schlange“) gehören. Die Pulluvan sind nicht zu verwechseln mit den Pulavar (Singular pulavan), früher in Kerala der Titel eines Gelehrten und Dichters, heute die Berufsbezeichnung von Puppenspielern, die das Schattenspiel tholpavakuthu und das Ritual muniappam für die große Göttin Bhadrakali mit Hühner- und Ziegenopfer am Dorfschrein aufführen.
Allgemein praktizieren Frauen besondere, zu Fruchtbarkeitskulten gehörende Verehrungsrituale für Schlangen an Dorfschreinen. Ein magisches Tempelritual zur Schlangenverehrung ist das nagamandala im Norden Keralas. Hierbei wird ein die Gottheit repräsentierendes Bodenbild (kalam) angefertigt, genauso wie im Ayyappan tiyatta für Ayyappan, mutiyettu für Bhadrakali und im Nagayakshi kalam, einem Ritual für eine Gottheit, deren Name sich aus Naga und dem Dämon Yaksha zusammensetzt. In der südindischen klassischen Musik gibt es gewisse Ragas, etwa nagaravali, die mit Schlangen assoziiert werden.

### Nagakalam in Häusern der Nayar

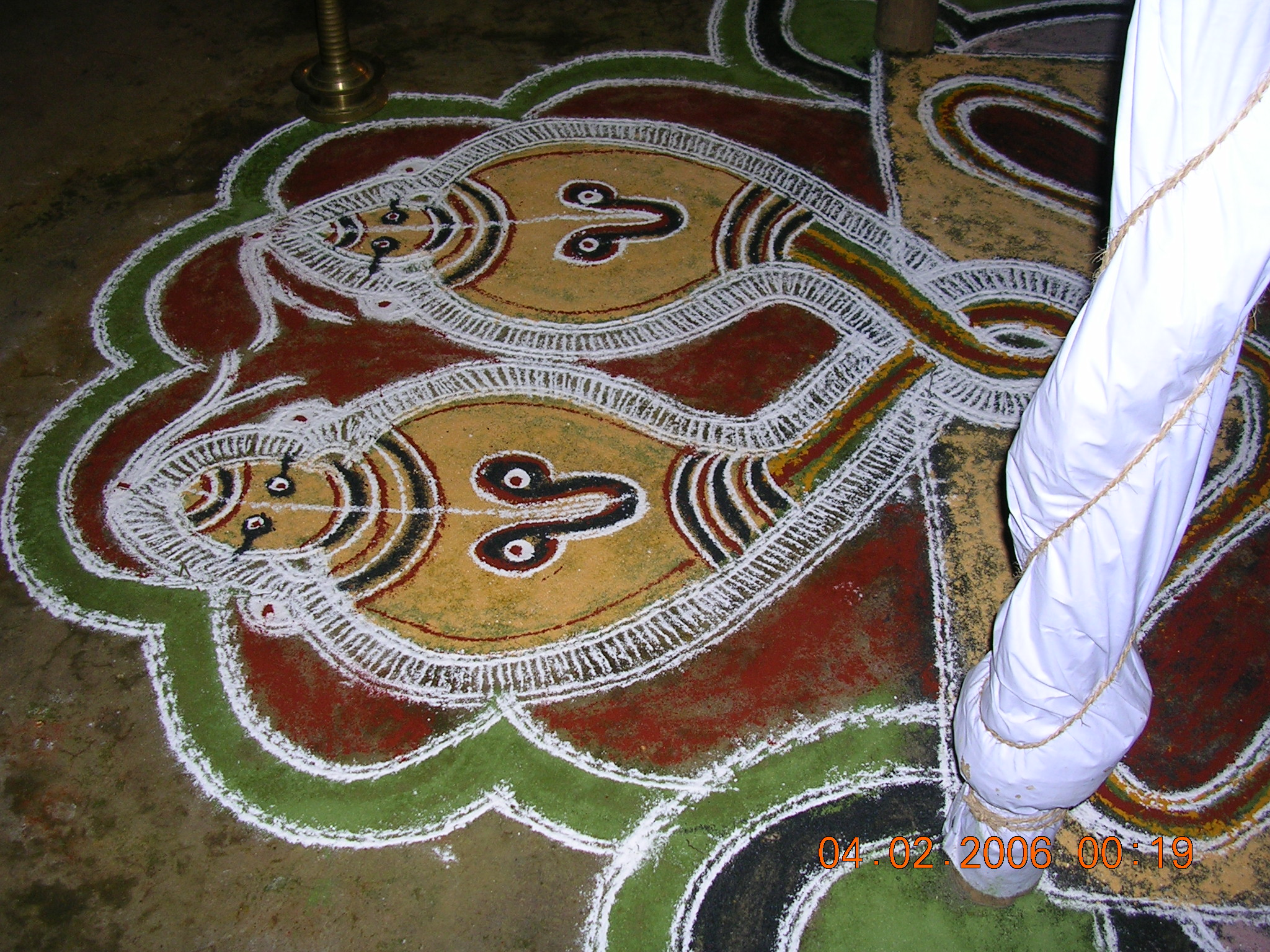
Ausschnitt aus einem Schlangen repräsentierenden Bodenbild (nagakalam).

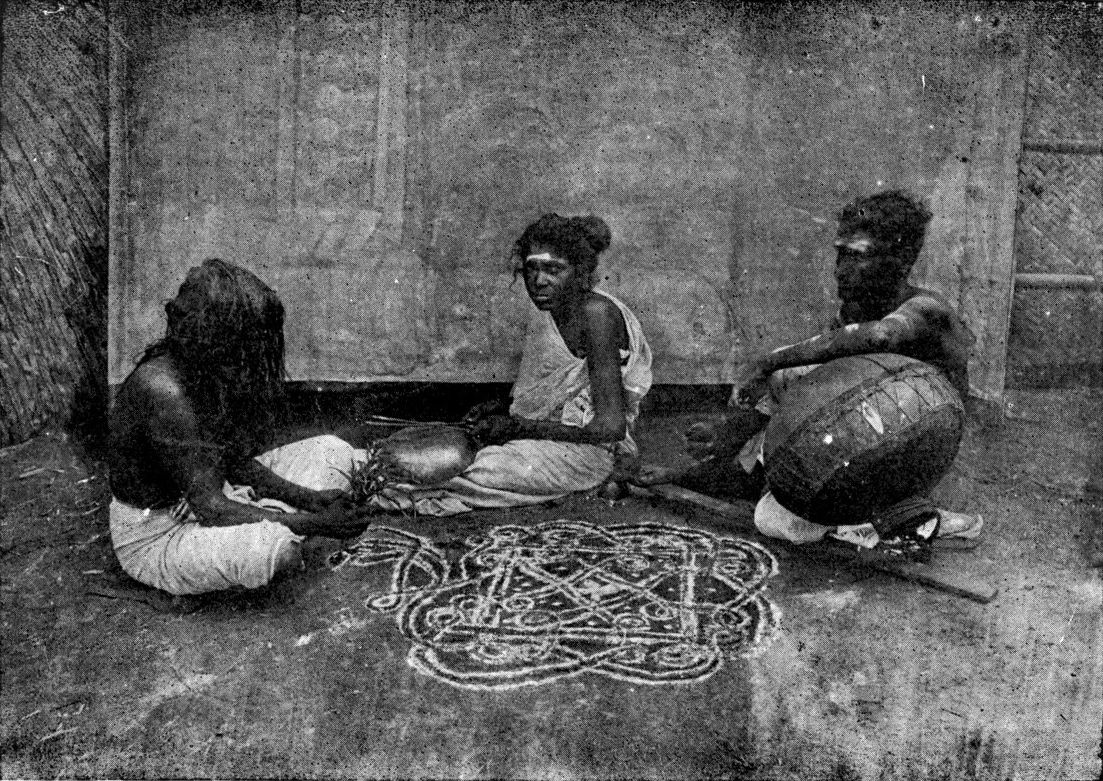
Nagakalam-Szene von 1909: links ein Mädchen, das im Zustand der Besessenheit mit dem Bündel in den Händen und ihren offenen Haaren das Bodenbild (kalam) verwischt; die Frau in der Mitte schlägt den Takt mit zwei Stäbchen auf einem Idiophon; der Mann rechts spielt die Zupftrommel pulluvan kudam.

Das zur Schlangenverehrung in Kerala gehörende Ritual nagakalam führen die Pulluvan abends in den Häusern der Nayar durch. Hierzu bauen sie zuerst in der Mitte des großen Wohnraums einen Altar auf und statten ihn mit Öllampen (vilakku), Tellern mit Reis, getrockneten Kokosnüssen, Messinggefäßen, Blumen und sonstigen zeremoniellen Gegenständen aus. Der Ritualexperte und seine Helfer stellen mit Farbpulver ein Bodenbild (kalam) aus floralen und geometrischen Mustern her, das ineinander verschlungene Schlangen symbolisiert. Bei Sonnenuntergang werden die Öllampen angezündet und die Musikaufführung beginnt. Üblicherweise spielt ein männlicher Musiker die pulluvan vina, eine Frau die Zupftrommel pulluvan kudam und eine weitere Person schlägt die kleinen Paarbecken elathalam (auch kaimani) als Taktgeber in einem bestimmten rhythmischen Zyklus (talam). Alle Ensemblemitglieder singen, während sie musizieren. Die Saite der kudam wird in einer Auf- und Abwärtsbewegung mit einem hölzernen Plektrum angerissen, um ein schnarrendes Geräusch zu produzieren, der Korpus des Instruments kann auch wie der Tontopf ghatam als Idiophon mit den Händen geschlagen werden. Die Aufgabe der kudam ist es, ein rhythmisches Muster zu erzeugen, das häufig von der den Takt vorgebenden Schlagfolge des elathalam abweicht.
Nach der (für jedes Ritualtheater üblichen) Anrufung (stuti) an Gott Ganesha (Ganapati-stuti), der für ein gutes Gelingen sorgen soll, folgen mehrere Lieder, die mit diversen Handlungen des Priesters (pujari) einhergehen. Bei einer Zeremonie war nach einer Stunde der Beginn des Hauptteils erreicht, bei dem in einem naga pata („Naga-Lied“) der Ursprungsmythos der Schlangen (sarppolpatt oder nagolpatt), die als die 1008 Kinder der Kadru und ihres Gemahls Kashyapa in die Welt kamen, vorgetragen wird. Dies soll die negativen Kräfte der Schlangen fernhalten. Der Übergang zur folgenden Liederzählung tullal pattu bedeutet, dass die Nagas von zwei (oder mehreren) jungen Frauen, die zu beiden Seiten am Rand des Bodenbilds oder auf ihm sitzen, Besitz ergriffen und sie in einen tranceartigen Zustand versetzt haben, sodass die Besessenen (piniyal) ihre Oberkörper im Kreis bewegen und die Getreidebüschel schwingen, die sie in den Händen halten. Wenn sich ihre Besessenheit verstärkt, werden ihre Bewegungen heftiger, unkoordinierter und raumgreifender, bis sie mit ihren Getreidebüscheln zunächst Teile des Bodenbilds und später mit ihren Händen, Armen und besonders ihren langen Haaren das gesamte Bild verwischen. Die in diesem Zustand gezeigten Bewegungen heißen tullal (etwa „zittern, springen, hüpfen, aufgeregt bewegen“, abgeleitet: eine besondere Form von Tanz-Musik-Theater). Erst wenn die Nagas vom Bodenbild, in das sie zunächst angelockt wurden, in die Frauen übergehen und diese sich als Besessene verhalten, hört die Musik auf. Die Nagas kommunizieren durch die Frauen und teilen den versammelten Teilnehmern als Antwort auf deren Fragen mit, ob sie bereit sein werden, die Wünsche der Spender zu erfüllen. Schließlich führen Ritualexperten die Frauen weg und holen sie vorsichtig wieder in die Realität zurück. Das Ritual wird mit einigen Opferhandlungen und einem abschließenden Lied beendet.
Die Lieder werden durch die Verse geprägt, nicht durch die Melodien. Die auf Malayalam gesungenen Liedtexte bestehen aus Zweizeilern, die von einem männlichen oder weiblichen Solosänger angestimmt und von nur einem Sänger – etwa der Frau des Vorsängers – oder einem Chor aus vier bis fünf Sängern wiederholt werden. Die musikalische Umsetzung basiert auf einem melodischen Motiv, das so oft wiederholt wird, wie es für den Textumfang erforderlich ist. Die Melodie setzt sich aus einer Tonskala (rupam) von vier oder fünf aufeinanderfolgenden Tönen zusammen, sodass sich der Tonumfang meist auf eine Quinte beschränkt. Die Pulluvan schöpfen für ihre Rituallieder aus einem Bestand von etwa 20 melodischen und 10 rhythmischen Formen (talam). Die Musik steht für die Pulluvan nie für sich, sondern stets in Bezug auf eine andere Darstellungsform. Sie ist von wesentlicher Bedeutung für das Ritual nagakalam, denn durch die Lieder werden die Nagas herbeigerufen und die Frauen in einen Besessenheitszustand versetzt. Parallel dazu stellt das Bodenbild eine visuelle Verbindung zur jenseitigen Welt dar.

### Nagakalam in Tempeln
Die Pulluvan treten des Weiteren in Tempeln in Kerala auf. Ihr Ritual gehört auch zu den jedes Jahr im September und Oktober in Naga-Tempeln stattfindenden Ayilyam-Feierlichkeiten, darunter im Mannarsala-Tempel von Haripad, einem bedeutenden Pilgerzentrum für die Schlangenverehrung, und im Sri-Nagarajaswami-Tempel in Vetticode bei Kayamkulam (Distrikt Alappuzha). In den Tempeln besteht das nagakalam-Ritual (sarppam tullal) wie in den Häusern der Nayar aus kalamezhuthu (Beginn des Rituals mit dem Anfertigen des Bodenbildes) und pulluvan pattu (Liedvortrag). Im heiligen Hain (sarppakavu), der zum Tempelgelände gehört, oder an einem überdachten Ort in dessen Nähe wird zuerst das Bild (sarppakalam, „Schlangenbild“) auf den geglätteten Lehmboden gemalt und anschließend der Besessenheitstanz sarppam pattu (sarpapattu) aufgeführt.

## Diskografie
- Kerala. South India. Pulluvan Songs. Archives Internationales de Musique Populaire Musée d’Ethnographie, AIMP LXXIII, Genf 2004 (VDE Gallo 1147) Laurent Aubert: Text Begleitheft